# 傅继泽
傅继泽（1918年—1991年8月30日），河北博野人，中国人民解放军将领、中国人民解放军少将。
毕业于晋察冀军政学校。1938年加入八路军，同年加入中国共产党。1949年9月奉命调入华东军区海军，出任第六舰队参谋长。1951年，傅继泽担任学习队队长，参与建立中国人民解放军海军潜艇部队。1978年，接替谭知耕，担任南海舰队司令员。1981年，由张朝忠接任。1955年，授中国人民解放军少将军衔。
1991年8月30日在北京逝世。